# Jaguar XJR-8
La Jaguar XJR-8 è una vettura da competizione schierata dalla casa britannica tramite il team TWR di Tom Walkinshaw, nel Campionato Mondiale Sport Prototipi 1987.

## Tecnica
Costruita dalla Jaguar secondo i regolamenti della categoria Gruppo C, questa vettura è una diretta evoluzione della Jaguar XJR-6, impiegata nel campionato 1986, di cui eredita il telaio, le principali innovazioni riguardano alcune modifiche alle sospensioni che sono state riviste ed una nuova evoluzione di motore. 
La vettura è mossa da un motore V12 aspirato di 6.995 cm³, l'angolo tra le bancate è di 60°, il monoblocco è realizzato in ghisa mentre le testate sono in alluminio, è dotato di 2 valvole per cilindro, è in grado di sviluppare 730 CV (537 kW) a 7.000 giri/min, la coppia motrice prodotta è di 820 Nm ad un regime di 5.250 giri/min, questo propulsore è una evoluzione in chiave agonistica del classico V12 Jaguar montato sulla Jaguar XJS.
Il telaio di questo prototipo è una monoscocca in alluminio a nido d'ape, il peso totale è di circa 900 kg, il cambio meccanico è a 5 rapporti.

## Contesto
La Jaguar XJR-8 è la vettura che ha segnato una svolta nel Campionato Mondiale Sport Prototipi degli anni ottanta, Jaguar è stato il primo costruttore a riuscire a contrastare efficacemente la Porsche, per diverse stagioni dominatrice della categoria con la 956 prima e poi con la 962.
 Soprattutto Jaguar equipaggiando i suoi prototipi con un motore V12 aspirato di grossa cubatura, adottò una scelta in controtendenza rispetto alle più performanti Gruppo C, ma riuscì a battere il 6 cilindri boxer Porsche, divenuto da tempo il punto di riferimento della categoria per potenza, consumi e affidabilità.

## Risultati sportivi
La Jaguar XJR-8 vince 8 delle 10 prove del Campionato Mondiale Sport Prototipi, al termine del quale la Jaguar si laurea campione del mondo costruttori, mentre uno dei suoi piloti, il brasiliano Raul Boesel vince il titolo piloti.

L'unica sconfitta di rilievo è quella subita alla 24 Ore di Le Mans, per opera delle Porsche 962, la XJR-8 si piazza al quinto posto finale.

Nella stagione successiva questo prototipo viene sostituito da una sua stretta evoluzione, la Jaguar XJR-9.